# جزيرة دونافة

تعديل مصدري - تعديل

جزيرة دونافة هي أحد جزر اليمن وتقسم إدارياً كأحد أحياء مديرية صيرة (كريتر) بمحافظة عدن.